# Krems II
Krems II település Németországban, Schleswig-Holstein tartományban. Lakosainak száma 385 fő (2023. december 31.).

## Településrészek
- Albrechtshof,
- Göls,
- Gut Müssen,
- Söhren,
- Warderbrück és
- Wegekaten

## Népesség
A település népességének változása:
| Lakosok száma | 373  | 404  | 410  | 388  | 381  | 385  |
|               | 1975 | 2017 | 2019 | 2021 | 2022 | 2023 |